# Sins of a Solar Empire
Sins of a Solar Empire (letteralmente "Peccati di un impero solare") è un gioco fantascientifico di strategia in tempo reale sviluppato da Ironclad Games e pubblicato da Stardock Entertainment nel febbraio del 2008.
Ne sono state pubblicate 3 espansioni:
1. Entrenchment, pubblicata il 25 febbraio 2009;
2. Diplomacy, pubblicata il 9 febbraio 2010;
3. Rebellion, pubblicata nel mese di giugno 2012.

L'edizione Trinity raccoglie il titolo principale e le prime due espansioni. La stessa edizione è scaricabile su Steam a partire dal 16 novembre 2011.

## Modalità di gioco
Sins of a Solar Empire è un gioco di simulazione spaziale. Il campo di gioco è costituito da una rete di pianeti 3D insieme ad altri corpi celesti (come asteroidi e tempeste magnetiche) che orbitano intorno a una o più stelle. È presente una modalità libera, che permette al giocatore di giocare in diversi sistemi solari per sbloccare premi.
Nel gioco è possibile scegliere una delle tre razze presenti: TEC (Trader Emergency Coalition), Advent e Vasari, ognuna con le loro unità ed edifici; anche le caratteristiche sono differenti da razza a razza
Il motore grafico Iron Engine consente al giocatore di osservare l'intero sistema solare, oppure di guardare da vicino i pianeti e le navi.

## Accoglienza
Il gioco ha avuto recensioni generalmente positive, e ricevuto due premi: Miglior gioco di strategia del 2008 da X-Play e GameTrailers e Miglior gioco PC dell'anno dalla IGN.
| Pubblicazione          | Punteggio |
| ---------------------- | --------- |
| GameRankings           | 87,8 %    |
| Metacritic             | 87 %      |
| Edge                   | 8 / 10    |
| Game Informer          | 9 / 10    |
| GameSpot               | 9 / 10    |
| GameSpy                | 4.5 / 5   |
| GamesRadar             | 9 / 10    |
| IGN                    | 8.9 /10   |
| PC Gamer (Regno Unito) | 84 %      |